# Hugh Gilbert

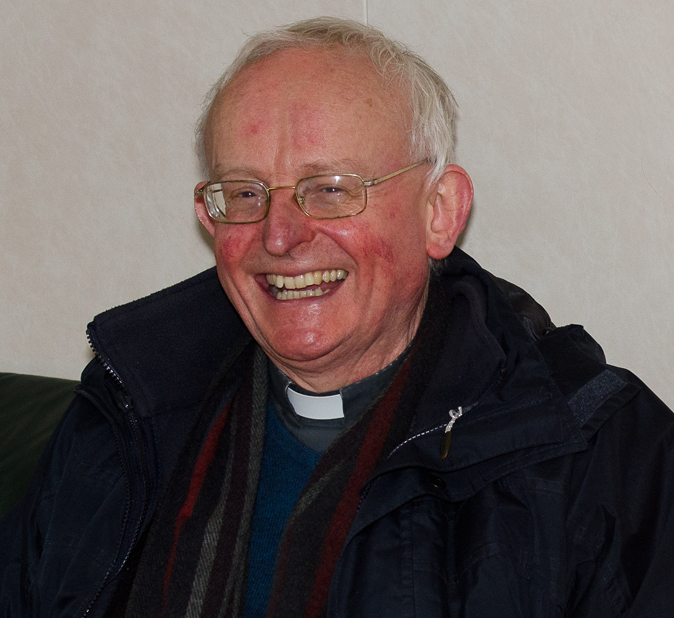
Hugh Gilbert

Hugh Edward Gilbert OSB (* 15. März 1952 in Emsworth, Hampshire als Edward Gilbert) ist ein britischer Ordensgeistlicher und römisch-katholischer Bischof von Aberdeen.

## Leben
Edward Gilbert konvertierte am 24. Dezember 1970 von der anglikanischen Kirche zur römisch-katholischen Kirche. Er besuchte u. a. die St Paul’s School und machte seinen Bachelor in Geschichte 1974 am King’s College London. In der schottischen Benediktinerabtei Pluscarden trat er der Ordensgemeinschaft der Benediktiner bei, nahm den Ordensnamen Hugh an und legte am 10. März 1976 die zeitliche sowie am 10. März 1979 die feierliche Profess ab. Der Bischof von Aberdeen, Mario Joseph Conti, spendete ihm am 29. Juni 1982 die Priesterweihe. Im Kloster Pluscarden wurde er 1984 Subprior, 1985 Novizenmeister und 1990 Prior. Er wurde am 29. Oktober 1992 vom Konvent als Nachfolger von Alfred Spencer zum Abt gewählt und am 8. Dezember 1992 benediziert. Während seiner Amtszeit wuchs die Klostergemeinschaft auf 27 Mönche.
Papst Benedikt XVI. ernannte ihn am 4. Juni 2011 zum Bischof von Aberdeen. Die Bischofsweihe spendete ihm der Erzbischof von Saint Andrews und Edinburgh, Keith Michael Patrick Kardinal O’Brien, am 15. August desselben Jahres; Mitkonsekratoren waren Mario Joseph Conti, Erzbischof von Glasgow, und Peter Antony Moran, Altbischof von Aberdeen.
Am 1. Juni 2022 berief ihn Papst Franziskus zudem zum Mitglied der Kongregation für den Gottesdienst und die Sakramentenordnung.